# دی‌اف۳۳۳
دی‌اف۳۳۳ (به انگلیسی: Castiglioni Dragon Fly 333) یک بالگرد ایتالیایی بسیار سبُک بود که به دست آنجلو و آلفردو کاستیلیونی در دهه ۱۹۸۰ میلادی طراحی و در دهه ۱۹۹۰ میلادی به بازار عرضه شد. شرکت دراگون‌فلای در سال ۲۰۱۰ میلادی توسط شرکت سوئیس آویو اینترنشنال خریداری شد.

## مشخصات
داده‌ها از Jane's All the World's Aircraft 1999--.00
ویژگی‌های عمومی
- خدمه: One pilot
- ظرفیت: One passenger
- طول: ۷٫۸۶ متر (۲۵ فوت ۱۰ اینچ)
- ارتفاع: ۲٫۳۶ متر (۷ فوت ۹ اینچ)
- مساحت بال‌ها: ۳۵٫۲ متر مربع (۳۷۹ فوت مربع)
- وزن خالی: ۲۶۰ کیلوگرم (۵۷۳ پوند)
- وزن ناخالص: ۵۰۰ کیلوگرم (۱٬۱۰۰ پوند)
- پیشرانه: ۱ عدد  Hirth F30A26AK، ۸۲ کیلووات (۱۱۰ اسب بخار)
- قطر روتور اصلی:  ۶٫۷۰ متر (۲۲ فوت ۰ اینچ)
- مساحت روتور اصلی: ۳۶٫۵ متر مربع (۳۹۳ فوت مربع)

عملکرد
- حداکثر سرعت: ۱۳۵ کیلومتر بر ساعت (۸۳ مایل بر ساعت، ۷۲ گره)
- سرعت کروز: ۱۳۰ کیلومتر بر ساعت (۷۰ مایل بر ساعت، ۶۱ گره)
- بُرد: ۳۱۰ کیلومتر (۱۹۰ مایل، ۱۷۰ مایل دریایی)
- حداکثر ارتفاع: ۳٬۱۰۰ متر (۱۰٬۰۰۰ فوت)
- نرخ صعود: ۶٫۵ متر بر ثانیه (۱٬۲۸۰ فوت بر دقیقه)